# Tatami (skała)
Tatami – skała we wsi Żelazko w województwie śląskim, w powiecie zawierciańskim, w gminie Ogrodzieniec, na Wyżynie Częstochowskiej będącej częścią Wyżyny Krakowsko-Częstochowskiej. 
Tatami znajduje się w lesie na przedłużeniu ulicy Wschodniej. Przedłużeniem ul. Wschodniej jest leśna droga. W odległości około 500 m na wschód od końcowego przystanku autobusowego po jej prawej stronie, za rowem przeciwczołgowym, znajdują się skały Żelazny Mur. Kilkaset metrów dalej na wschód, po tej samej stronie rowu jest niewielka skała Tatami. Uprawiana jest na niej wspinaczka skalna. W 2017 roku poprowadzono na niej 3 drogi wspinaczkowe o trudności od VI.1 do VI.3 w skali Kurtyki. Na wszystkich zamontowano stałe punkty asekuracyjne; ringi (r) i stanowiska zjazdowe (st). 
1. Waza-ari; VI.3, 4r +st
2. Ippon;  VI.2, 5 r +st
3. Yuko; VI.1, 3 r +st[1].

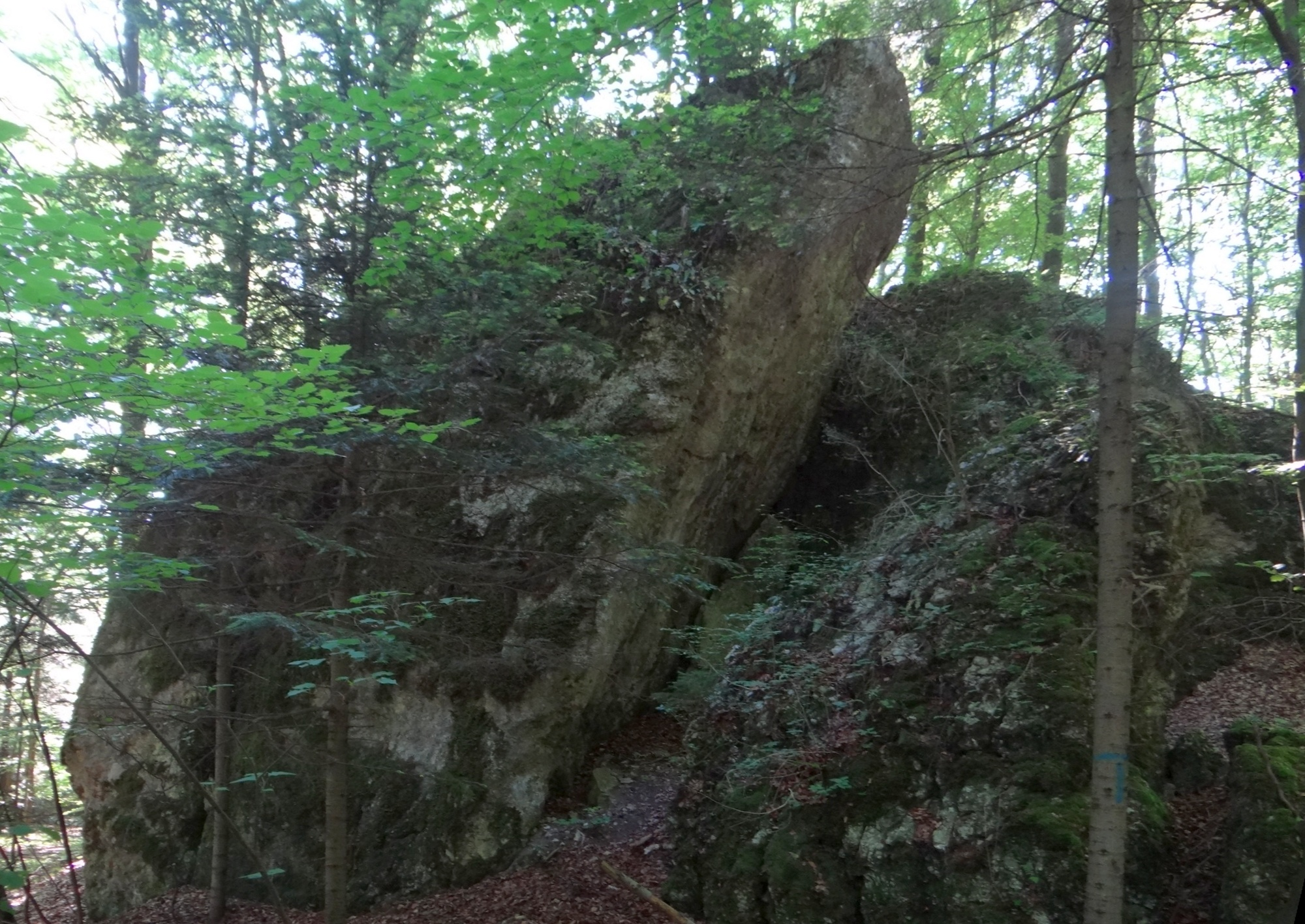
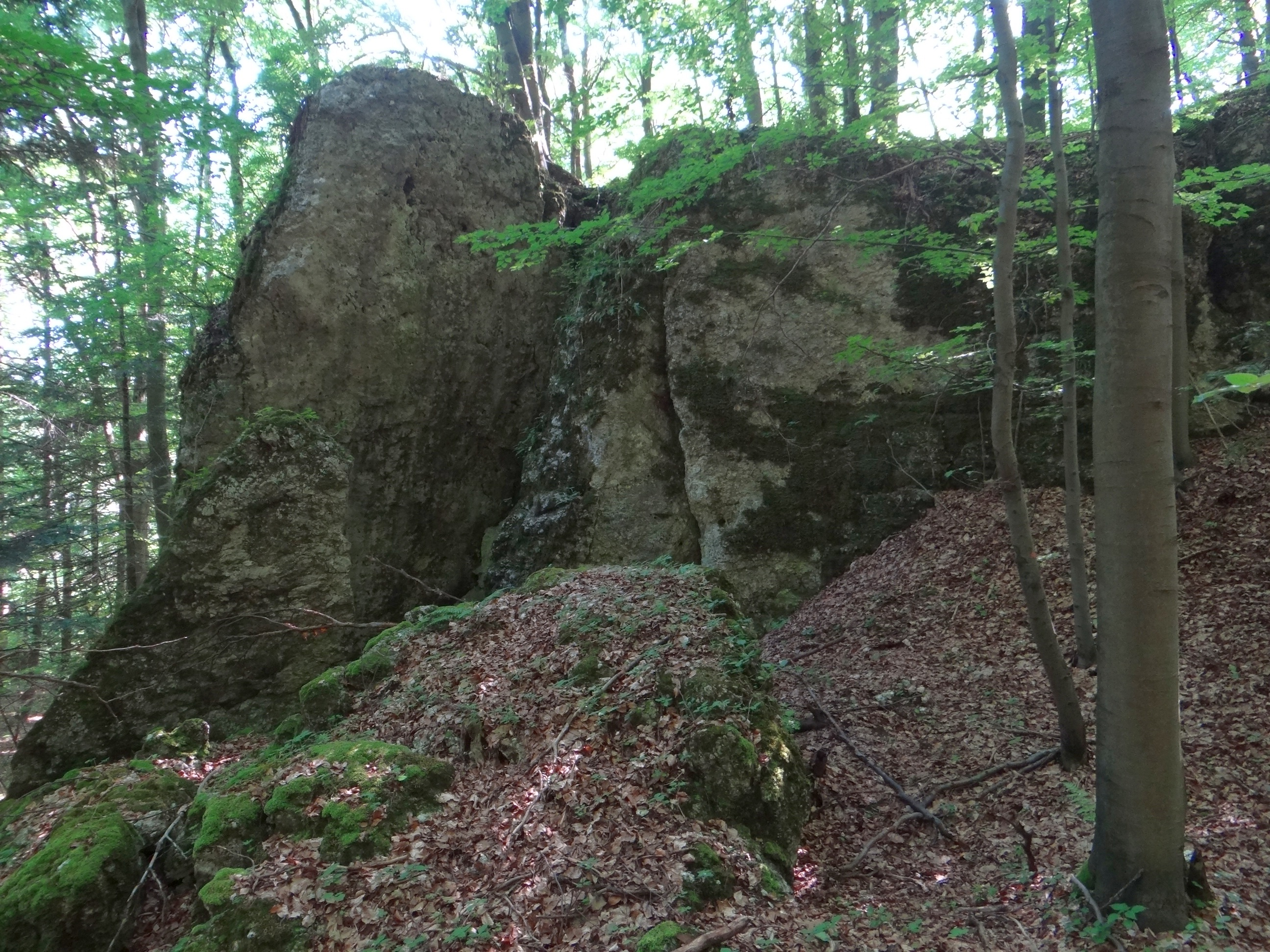
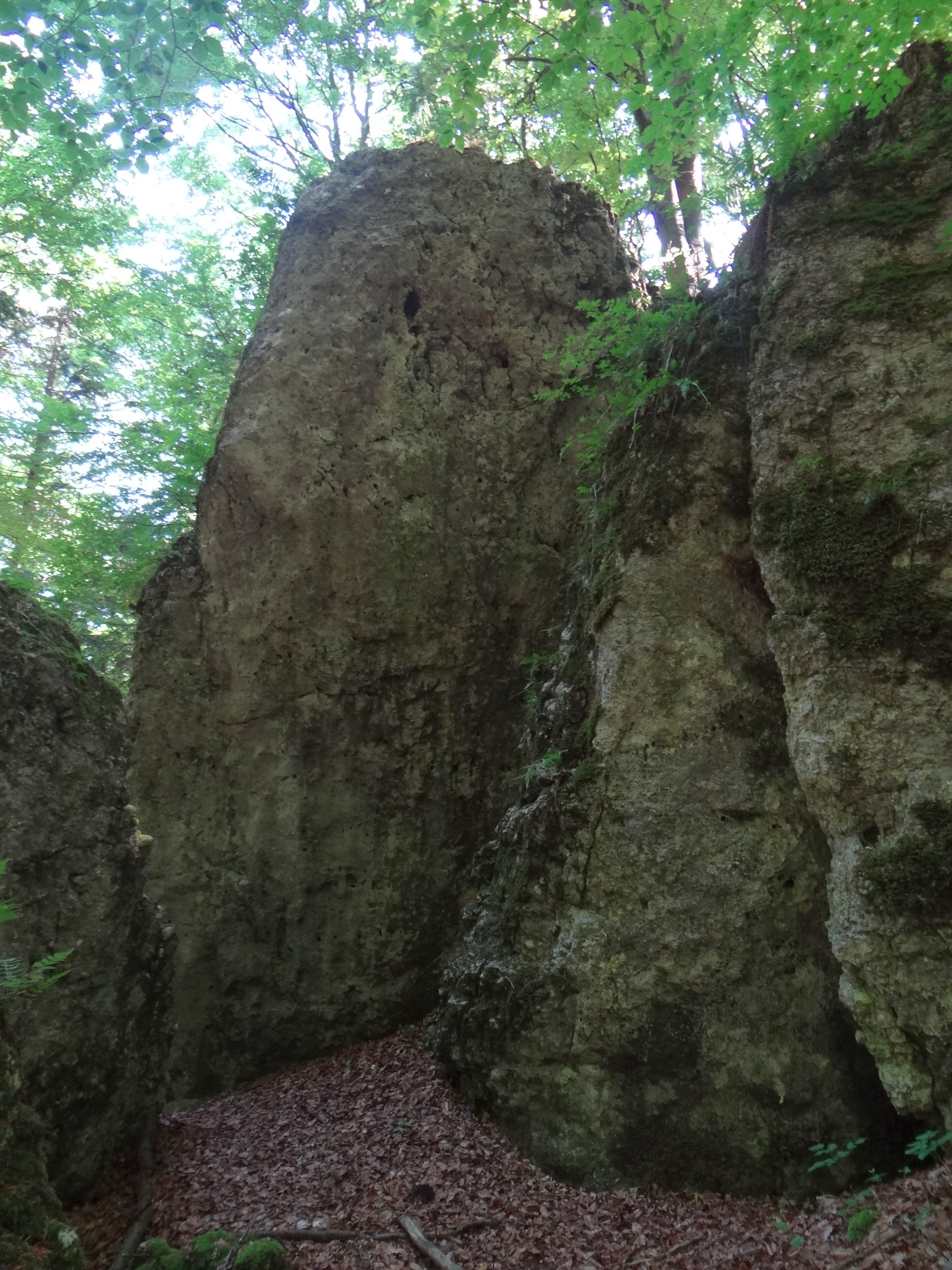
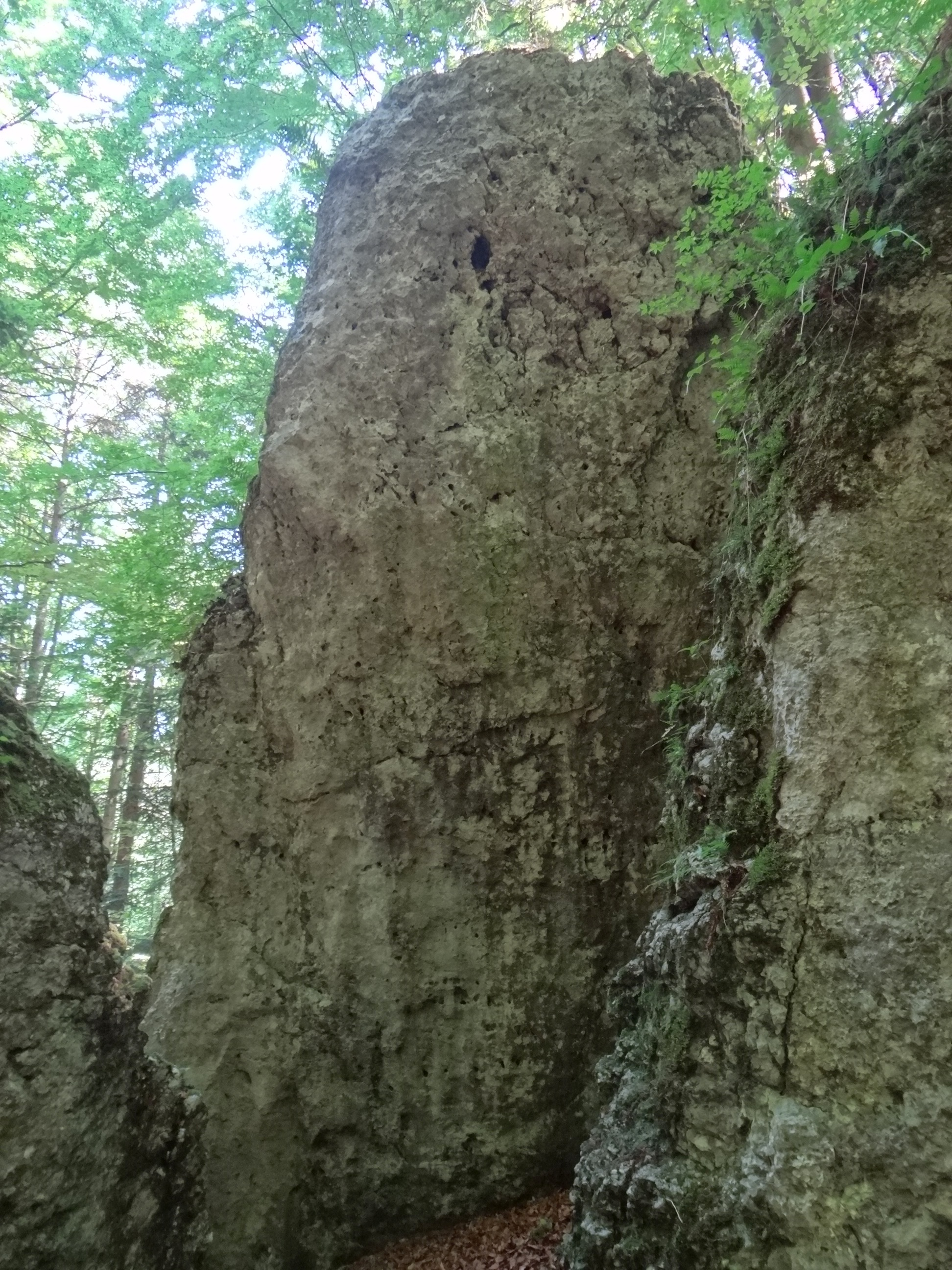

Tatami cieszy się wśród wspinaczy niewielką popularnością. Jest silnie obrośnięta mchami.